# Песнь о семи инфантах Лары
«Песнь о семи инфантах Лары» (исп. Cantar de los Siete Infantes de Lara) — испанская эпическая поэма, в которой рассказывается о семейной вражде и мести. Легенда об инфантах Лары зафиксирована в прозаической форме в средневековых хрониках, старейшая версия содержится в расширенной версии «Истории Испании», составленной во время правления Санчо IV Кастильского до 1289 года. На основе этого источника и нескольких других хроник исследователи частично реконструировали текст поэмы. Предполагается, что это произведение, сохранись оно целиком, представляло бы собой одно из важнейших эпических произведений кастильской литературы, самый первый и самый примитивный образец испанского эпоса. Легенда об инфантах Лары получила развитие ещё и в романсах.